# Жужелицы (подсемейство)
Жужелицы (лат. Carabinae) — многочисленное подсемейство жужелиц, встречающееся повсеместно.

## Описание
Крупные жужелицы (обычно больше 14 мм) с продолговатым телом. Основания надкрылий не окантовано. Брюшко с шестью видимыми стернитами. На внутреннем крае передних голеней нет предвершинной вырезки.
Встречаются, главным образом, в умеренном поясе. Триба Pamborini встречается только в Австралии и Новой Зеландии. Род Ceroglossus обнаружен только в Чилийско-Патагонской области, а род Aplothorax — на острове Святой Елены.

## Систематика
Carabinae Latreille, 1802
- Триба: Carabini Latreille, 1802
  -     - Род: Aplothorax Waterhouse, 1841

  - Подтриба: Calosomatina
    - Род: Красотелы (Calosoma) Weber, 1801

  - Подтриба: Carabina
    - Род: Жужелицы (Carabus)
- Триба: Ceroglossini
  -     - Род: Ceroglossus Solier, 1848
- Триба: Cychrini
  -     - Род: Cychropsis
    - Род: Sphaeroderus
    - Род: Cychrus
    - Род: Scaphinotus
- Триба: Pamborini
  -     - Род: Maoripamborus Brookes, 1944
    - Род: Pamborus Latreille 1812